# دل کاری
دل کاری (انگلیسی: Dell Curry؛ زادهٔ ۲۵ ژوئن ۱۹۶۴) بازیکن بسکتبال اهل ایالات متحده آمریکا است.
از باشگاه‌هایی که در آن بازی کرده‌است می‌توان به تورنتو رپترز، نیو اورلینز پلیکانز، کلیولند کاوالیرز، میلواکی باکس، و شارلوت هورنتس اشاره کرد.